# Le Vésinet
Le Vésinet és un municipi francès, situat al departament d'Yvelines i a la regió de Illa de França. L'any 2007 tenia 16.399 habitants.
Forma part del cantó de Chatou, del districte de Saint-Germain-en-Laye i de la Comunitat d'aglomeració Saint Germain Boucles de Seine.

## Demografia

### Població
El 2007 la població de fet de Le Vésinet era de 16.399 persones. Hi havia 6.585 famílies, de les quals 2.089 eren unipersonals (765 homes vivint sols i 1.324 dones vivint soles), 1.822 parelles sense fills, 2.240 parelles amb fills i 434 famílies monoparentals amb fills.
La població ha evolucionat segons el següent gràfic:
Habitants censats

### Habitatges
El 2007 hi havia 7.355 habitatges, 6.719 eren l'habitatge principal de la família, 151 eren segones residències i 485 estaven desocupats. 3.369 eren cases i 3.953 eren apartaments. Dels 6.719 habitatges principals, 4.460 estaven ocupats pels seus propietaris, 2.035 estaven llogats i ocupats pels llogaters i 224 estaven cedits a títol gratuït; 373 tenien una cambra, 857 en tenien dues, 1.506 en tenien tres, 1.126 en tenien quatre i 2.856 en tenien cinc o més. 4.514 habitatges disposaven pel capbaix d'una plaça de pàrquing. A 3.508 habitatges hi havia un automòbil i a 2.294 n'hi havia dos o més.

### Piràmide de població
La piràmide de població per edats i sexe el 2009 era:
| Homes | Edats   | Dones |
| ----- | ------- | ----- |
| 8     | 95 o +  | 68    |
| 28    | 90 a 94 | 84    |
| 88    | 85 a 89 | 216   |
| 132   | 80 a 84 | 156   |
| 216   | 75 a 79 | 380   |
| 380   | 70 a 74 | 464   |
| 344   | 65 a 69 | 404   |
| 364   | 60 a 64 | 388   |
| 428   | 55 a 59 | 516   |
| 465   | 50 a 54 | 596   |
| 552   | 45 a 49 | 556   |
| 548   | 40 a 44 | 572   |
| 564   | 35 a 39 | 576   |
| 532   | 30 a 34 | 660   |
| 444   | 25 a 29 | 500   |
| 316   | 20 a 24 | 324   |
| 457   | 15 a 19 | 436   |
| 580   | 10 a 14 | 496   |
| 616   | 5 a 9   | 544   |
| 484   | 0 a 4   | 412   |

## Economia
El 2007 la població en edat de treballar era de 9.877 persones, 7.188 eren actives i 2.689 eren inactives. De les 7.188 persones actives 6.670 estaven ocupades (3.596 homes i 3.074 dones) i 518 estaven aturades (269 homes i 249 dones). De les 2.689 persones inactives 488 estaven jubilades, 1.268 estaven estudiant i 933 estaven classificades com a «altres inactius».

### Ingressos
El 2009 a Le Vésinet hi havia 6.543 unitats fiscals que integraven 16.343 persones, la mediana anual d'ingressos fiscals per persona era de 39.713 €.

### Activitats econòmiques
Dels 1.114 establiments que hi havia el 2007, 3 eren d'empreses extractives, 14 d'empreses alimentàries, 2 d'empreses de fabricació de material elèctric, 22 d'empreses de fabricació d'altres productes industrials, 51 d'empreses de construcció, 183 d'empreses de comerç i reparació d'automòbils, 17 d'empreses de transport, 35 d'empreses d'hostatgeria i restauració, 53 d'empreses d'informació i comunicació, 80 d'empreses financeres, 91 d'empreses immobiliàries, 309 d'empreses de serveis, 186 d'entitats de l'administració pública i 68 d'empreses classificades com a «altres activitats de serveis».
Dels 167 establiments de servei als particulars que hi havia el 2009, 1 era una comissaria de policia, 1 oficina d'administració d'Hisenda pública, 3 oficines de correu, 17 oficines bancàries, 1 funerària, 4 tallers de reparació d'automòbils i de material agrícola, 2 autoescoles, 3 paletes, 10 guixaires pintors, 4 fusteries, 8 lampisteries, 8 electricistes, 2 empreses de construcció, 17 perruqueries, 1 veterinari, 2 agències de treball temporal, 27 restaurants, 44 agències immobiliàries, 8 tintoreries i 4 salons de bellesa.
Dels 91 establiments comercials que hi havia el 2009, 1 era un hipermercat, 4 botiges de menys de 120 m², 10 fleques, 10 carnisseries, 1 una carnisseria, 1 una botiga de congelats, 5 llibreries, 15 botigues de roba, 8 botigues d'equipament de la llar, 6 sabateries, 2 botigues d'electrodomèstics, 7 botigues de mobles, 1 una botiga de mobles, 1 una botiga de material esportiu, 4 drogueries, 3 perfumeries, 4 joieries i 8 floristeries.

## Equipaments sanitaris i escolars
El 2009 hi havia 1 hospital de tractaments de mitja durada (seguiment i rehabilitació), 1 un hospital de tractaments de llarga durada, 1 psiquiàtric i 8 farmàcies.
El 2009 hi havia 5 escoles maternals i 9 escoles elementals. A Le Vésinet hi havia 2 col·legis d'educació secundària i 2 liceus d'ensenyament general. Als col·legis d'educació secundària hi havia 1.418 alumnes i als liceus d'ensenyament general 1.512.

## Poblacions més properes
El següent diagrama mostra les poblacions més properes.